# Клдиашвили, Давид Самсонович
Давид Самсонович Клдиашвили (груз. დავით სამსონის ძე კლდიაშვილი; 1862—1931) — грузинский писатель, видный представитель критического реализма в грузинской литературе, народный писатель Грузинской ССР.

## Биография
Давид Клдиашвили родился 11 (23) сентября 1862 года в селе Зеда-Симонети Кутаисской губернии (Имеретия) в семье мелкопоместного дворянина.
Учился в гимназии в Кутаиси, затем в кадетском корпусе в Киеве (окончил в 1880 году) и в Московском военном училище (окончил в 1882 году). Служил в Батуми. По собственному признанию, «заново выучил грузинский» (после долгого пребывания вдали от родины). За участие в Батумских революционных событиях 1905—1907 годов был уволен с военной службы. В Первую мировую войну был возвращён на службу и направлен на Кавказский театр военных действий. Сражался против турецких войск, дослужился до подполковника. После Февральской революции демобилизован, вернулся в родное село.
Литературной деятельностью занялся в 1880-х годах. Он — автор повестей «Соломон Морбеладзе» (სოლომონ მორბელაძე, 1894, русский перевод — 1930), «Мачеха Саманишвили» (სამანიშვილის დედინაცვალი, 1897, русский перевод — 1947), «Невзгоды семьи Камушадзе» (ქამუშაძის გაჭირვება, 1897, русский перевод — 1939), «Ростом Машвелидзе» (როსტომ მანველიძე, 1910), рассказов «Жертва» (1893), «Проклятье» (1894, русский перевод 1950), пьес «Счастье Ирины» (1897), «Невзгоды Дариспана» (1903) , «Несчастье» (1914). В своих произведениях Давид Клдиашвили рисовал колоритные картины жизни в Западной Грузии, тяжёлую жизнь грузинских крестьян, их бедность, отсталость и суеверия.
В начале 20-х годов Клдиашвили несколько лет ничего не писал. В 1925—1926 гг. написал мемуары «Дорога моей жизни» (ჩემი ცხოვრების გზაზე) и два романа.
В 1930 году Давиду Клдиашвили было присвоено звание Народного писателя Грузинской ССР.

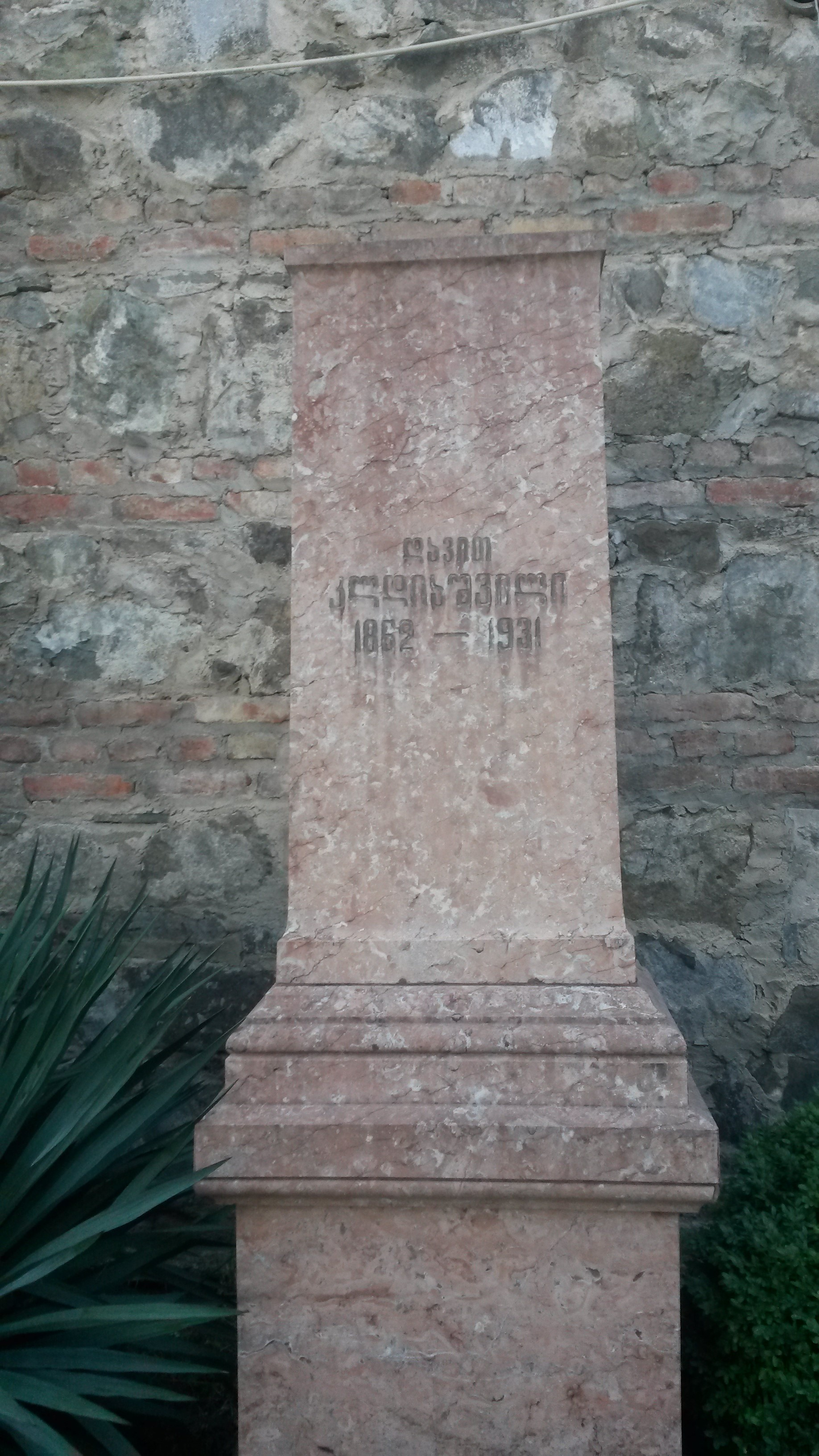
Могила Клдиашвили

Умер Давид Самсонович Клдиашвили 24 апреля 1931 года. Похоронен в Тбилиси, в пантеоне «Мтацминда».
Спектакли по произведениям Давида Клдиашвили ставились на сцене Тбилисского театра имени Ш. Руставели, Тбилисского театра имени К. Марджанишвили, Кутаисского театра имени Ладо Месхишвили. На грузинской сцене ставились инсценировки его рассказов: «Мачеха Саманишвили», «Осенние дворяне».

По повести «Мачеха Саманишвили» в 1977 г. на студии «Грузия-фильм» был снят художественный фильм «Мачеха Саманишвили». 

В 1982 году (к 60-летию образования СССР) спектакль «Мачеха Саманишвили» был поставлен Г. А. Товстоноговым в БДТ в Ленинграде.

## Семья
Сын — грузинский писатель-драматург Серго Давидович Клдиашвили